# Comitê Cívico de Santa Cruz
O Comitê Cívico de Santa Cruz é uma entidade regional, sedida na cidade de Santa Cruz de La Sierra, Bolivia. É o maior comitê civico boliviano, formado por 24 setores da sociedade de Santa Cruz e 288 instituições entre grupos empresariais, associações de moradores e trabalhadores direitistas. Atualmente é presidido por Rómulo Calvo Bravo.
O comitê de santa cruz foi o principal opositor de Evo Morales em seus quase 14 anos de governo. Nas manifestações de 2019 na Bolivia, que pediram a renuncia de Evo, o Comitê foi uma das princiapis lideranças na cidade de Santa Cruz de La Sierra; o ex-presidente do comitê Luis Camacho foi o principal nome dos protestos que levaram a renuncia de Evo Morales.
Após a renúncia de Luis Camacho para se lançar pré candidato a presidência da Bolívia, em 29 de novembro de 2019, o primeiro vice-presidente do comitê, Dr.Rómulo Calvo, assume a presidente.

## Historia
O Comitê de Santa Cruz foi fundado às cinco da tarde de 30 de outubro de 1950, no auditório do prédio central da Universidade Gabriel René Moreno. O reitor da universidade, Dr. Antonio Landívar Serrate, presidiu a assembléia que criou o comitê.
O comitê tinha como objetivo principal enfrentar os problemas econômicos e morais, e reivindicar direitos como infraestrutura local, saneamento básico e serviços básicos como água e luz.
O primeiro presidente do comitê foi Ramón Darío Gutiérrez.

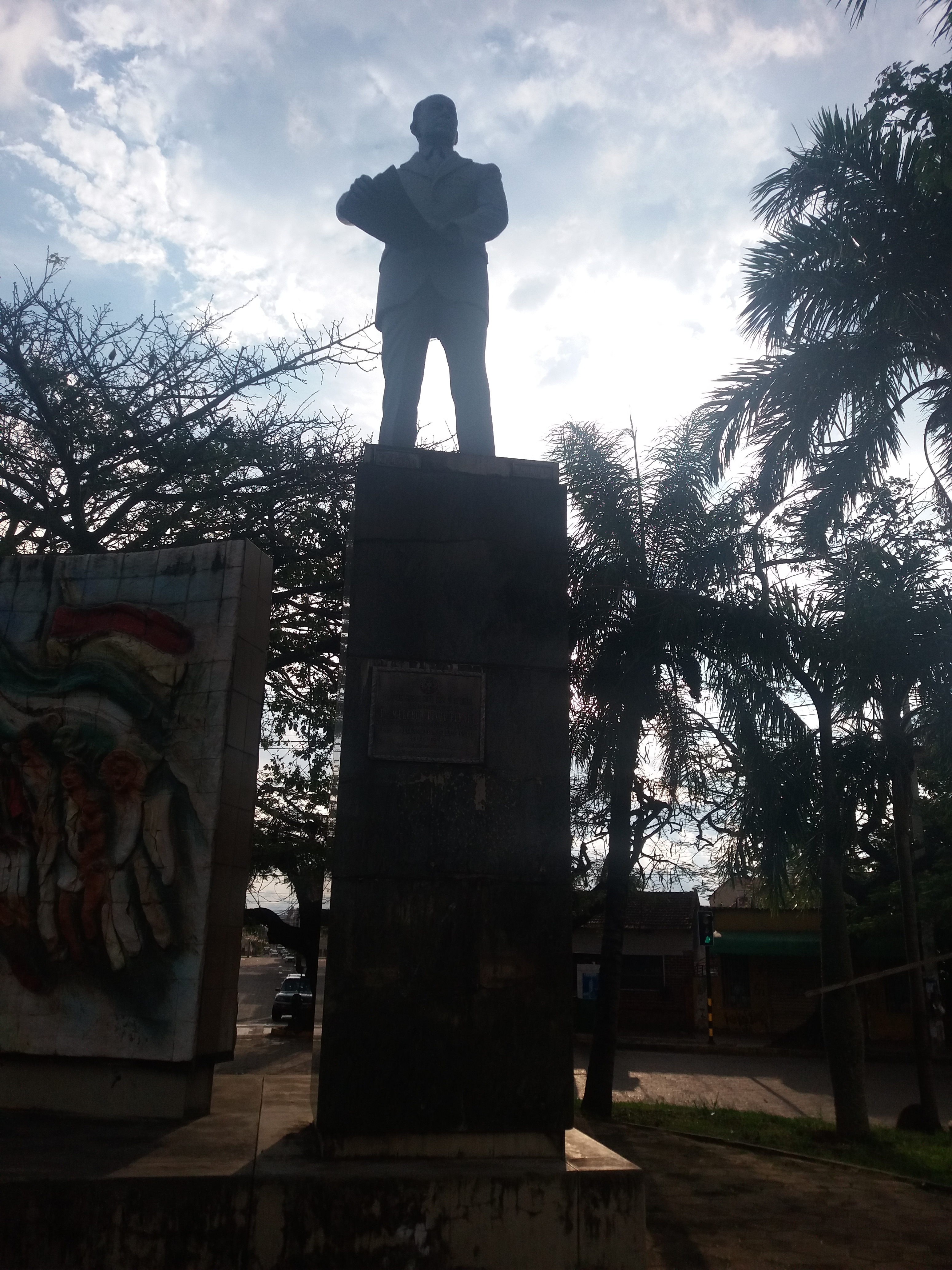
Ex presidente do comité, Melchor Pinto.

## Presidentes
Lista de presidentes do comitê desde sua fundação.
| Nº | Presidente                       | Período do mandato                     | Período do mandato |
| -- | -------------------------------- | -------------------------------------- | ------------------ |
| 1  | Sr. Ramón Darío Gutiérrez J.     | 1950 até 1951                          |                    |
| 2  | Dr. Percy Boland Rodríguez       | 1951 até 1952                          |                    |
| 3  | Dr. Guillermo Weise Gutiérrez    | 1952 até 1957                          |                    |
| 4  | Dr. Melchor Pinto Parada         | 1957 até 1959                          |                    |
| 5  | Dr. Hugo de Chazal Echazú        | 1964 até 1966                          |                    |
| 6  | Sr. Juan Franco Suárez           | 1966 até 1968                          |                    |
| 7  | Dr. Oswaldo Gutiérrez Jiménez    | 1968 até 1970                          |                    |
| 8  | Dr. Ovidio Santistevan Herrera   | 1970 até 1971                          |                    |
| 9  | Ing. Sigfredo Montero Velasco    | 1971 até 1972                          |                    |
| 10 | Dr. Oscar Román Vaca             | 1972 até 1977                          |                    |
| 11 | Sr. Benjamín Zapata Serrat       | 1979 até 1980                          |                    |
| 12 | Dr. Rodolfo Roda Daza            | 1980 até 1981                          |                    |
| 13 | Dr. José Luis Camacho Parada     | 1981 até 1983                          |                    |
| 14 | Ing. Percy Fernández Áñez        | 1983 até 1984                          |                    |
| 15 | Ing. Jorge Landívar Roca         | 1984 até 1986                          |                    |
| 16 | Dr. Carlos Dabdoub Arrién        | 1986 até 1988                          |                    |
| 17 | Ing. Guillermo Kenning Voss      | 1988 até 1989                          |                    |
| 18 | Ing. Edgar Talavera Soliz        | 1989 até 1991                          |                    |
| 19 | Dr. Freddy Terrazas Salas        | 1991 até 1993                          |                    |
| 20 | Ing. Wilmar Stelzer Jiménez      | 1993 até 1995                          |                    |
| 21 | ng. Héctor Justiniano Paz        | 1995 até 1997                          |                    |
| 22 | Ing. David Antelo Gil            | 1997 até 1999                          |                    |
| 23 | Lic. Alfonso Moreno Gil          | 1999 até 2001                          |                    |
| 24 | Cr. Lorgio Paz Stelzer           | 2001 até 2003                          |                    |
| 25 | Agr. Rubén Costas Aguilera       | 2003 até 2005                          |                    |
| 26 | Dr. Germán Antelo Vaca           | 2005 até 2007                          |                    |
| 27 | Ing. Branko Marinkovic Jovicevic | 2007 até 2009                          |                    |
| 28 | Sr. Luis Núñez Ribera            | 2009 até 2011                          |                    |
| 29 | Dr. Herland Vaca Díez Busch      | 2011 até 2013                          |                    |
| 30 | Dr. Fernando Castedo Cadario     | 2013 até 2015                          |                    |
| 31 | Ing. Roger Montenegro Leite      | 2015 até 2017                          |                    |
| 32 | Dr. Fernando Cuéllar Núñez       | 2017 até 2019                          |                    |
| 33 | Luis Fernando Camacho            | Fevereiro de 2019 até novembro de 2019 |                    |
| 34 | Dr. Rómulo Calvo Bravo           | Novembro de 2019 até atualidade        |                    |